# Senser
Senser – brytyjska grupa muzyczna wykonująca rapcore, powstała pod koniec lat 80. XX wieku. 

## Skład
- MC Heitham Al-Sayed – rap
- MC Kersten Haigh – śpiew
- DJ Andy Clinton – mikser
- DJ Spiral Tribe – mikser
- Nick Michaelson – gitara
- James Barrett – gitara basowa
- John Morgan – perkusja
- Haggis – programowanie, inżyniera dźwięku, produkcja

## Dyskografia
- Stacked Up  (1994)
- Asylum  (1998)
- Parallel Charge  (2001)
- SCHEMAtic  (2004)
- How To Do Battle  (2009)
- To The Capsules  (2013)